# Anastrabe integerrima

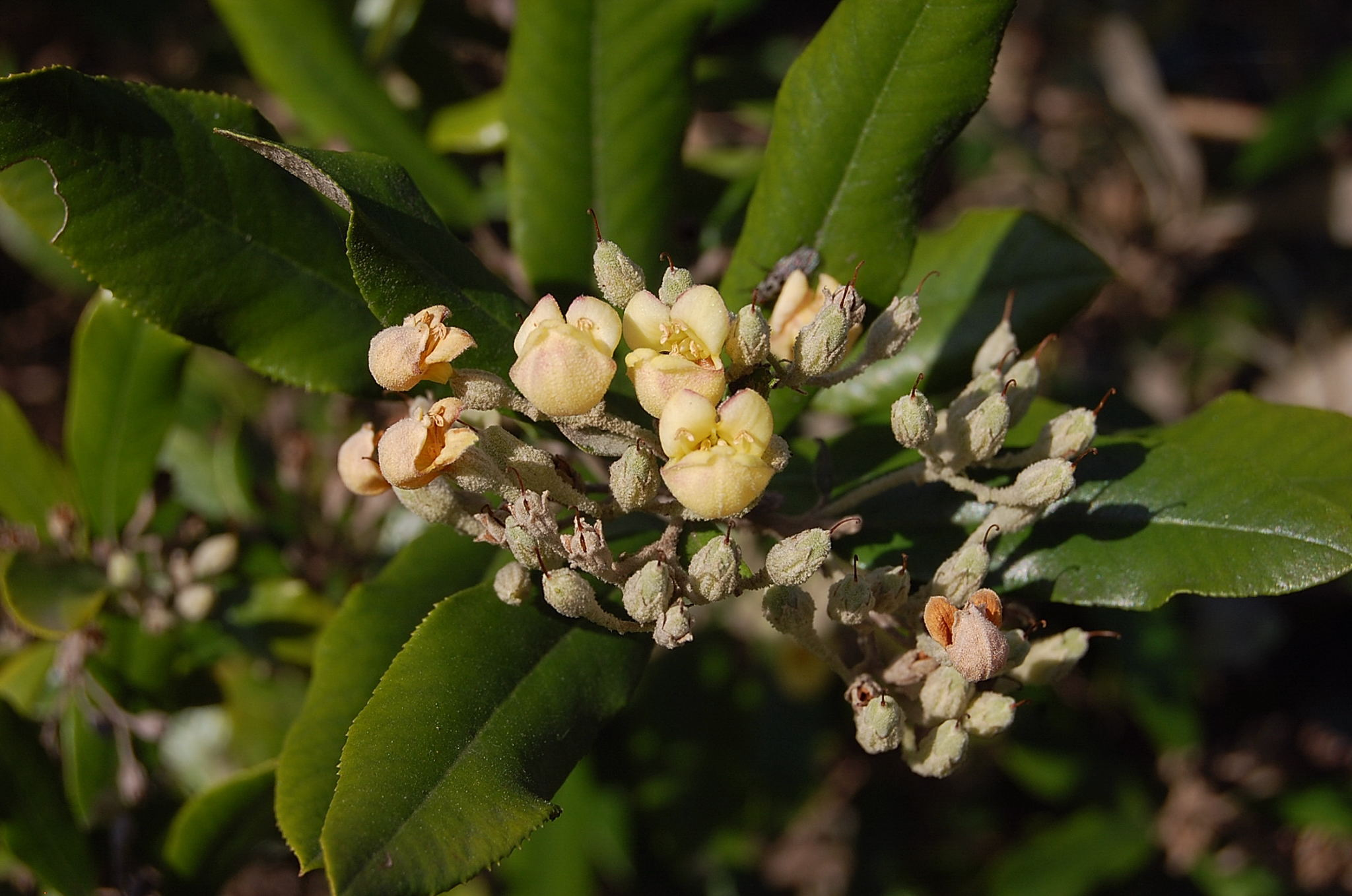
Blütenstand

Anastrabe integerrima ist die einzige Art der Pflanzengattung Anastrabe. Diese gehört zur Familie der Stilbaceae. Sie ist in Mosambik und Südafrika verbreitet.

## Beschreibung
Anastrabe integerrima ist ein vielverzweigter Strauch oder kleiner Baum. Er ist fein bis filzig mit sternförmigen Trichomen behaart. Die Stämme sind aufrecht und gerundet. Die Laubblätter sind stängelständig, sie stehen gegenständig oder nahezu gegenständig. Sie sind gestielt, die Blattspreite ist lederig, lanzettlich oder langgestreckt, nach vorn zugespitzt und ganzrandig oder gesägt.
Die Blüten sind deutlich gestielt. Der glockenförmige Kelch ist bis zur Mitte geteilt und filzig mit sternförmigen Trichomen behaart. Die Krone ist gelb, auf der Innenseite befinden sich karminrote Markierungen. Der Kronsaum ist in zwei Lippen geteilt, die Kronzipfel sind abspreizend. Die Kronröhre ist glockenförmig und kürzer als die Kronlappen. Die vier Staubblätter stehen nicht über die Krone hinaus. Der Fruchtknoten ist nahezu kugelförmig.

## Systematik
Anastrabe integerrima wurde früher der Tribus Bowkerieae der Familie der Braunwurzgewächse (Scrophulariaceae) zugeordnet, wird aber nach aktuellen Erkenntnissen in der Familie Stilbaceae geführt.

## Vorkommen
Die Art kommt in den Küstengebieten von Mosambik bis Südafrika vor.